# 7152 Euneus
7152 Euneus este o planetă minoră (asteroid), cu un diametru de 39,77 km, din Asteroid troian al lui Jupiter. A fost descoperită pe 19 septembrie 1973 la Observatorul Palomar de Cornelis Johannes van Houten și a fost numită după Euneus⁠(d). 
Obiectul prezintă o orbită caracterizată de o semiaxă mare de 5,1548007 UAi, o excentricitate de 0,063, o înclinație de 3,7124 ° în raport cu ecliptica.